# 신개발은행

신개발은행(新開發銀行, 영어: New Development Bank BRICS, NDB BRICS)은 BRICS 5개국 (브라질, 러시아, 인도, 중국, 남아프리카 공화국)이 운영하는 국제 개발 금융 기관이다. 이 은행은 신흥 5개국 시장의 재정 및 개발의 더 큰 협력 관계를 육성하기 위해 설립되었다. 본부는 중국 상하이에 있으며, 초대 총재는 인도에서 선정 될 전망이다.

## 조직 및 목표

### 가입국
| 국가              | 가입년도 |
| ----------------- | -------- |
| 남아프리카 공화국 | 2014     |
| 러시아            | 2014     |
| 브라질            | 2014     |
| 인도              | 2014     |
| 중화인민공화국    | 2014     |

## 같이 보기
- 아시아 인프라 투자 은행